# Dialecto alavés del euskera

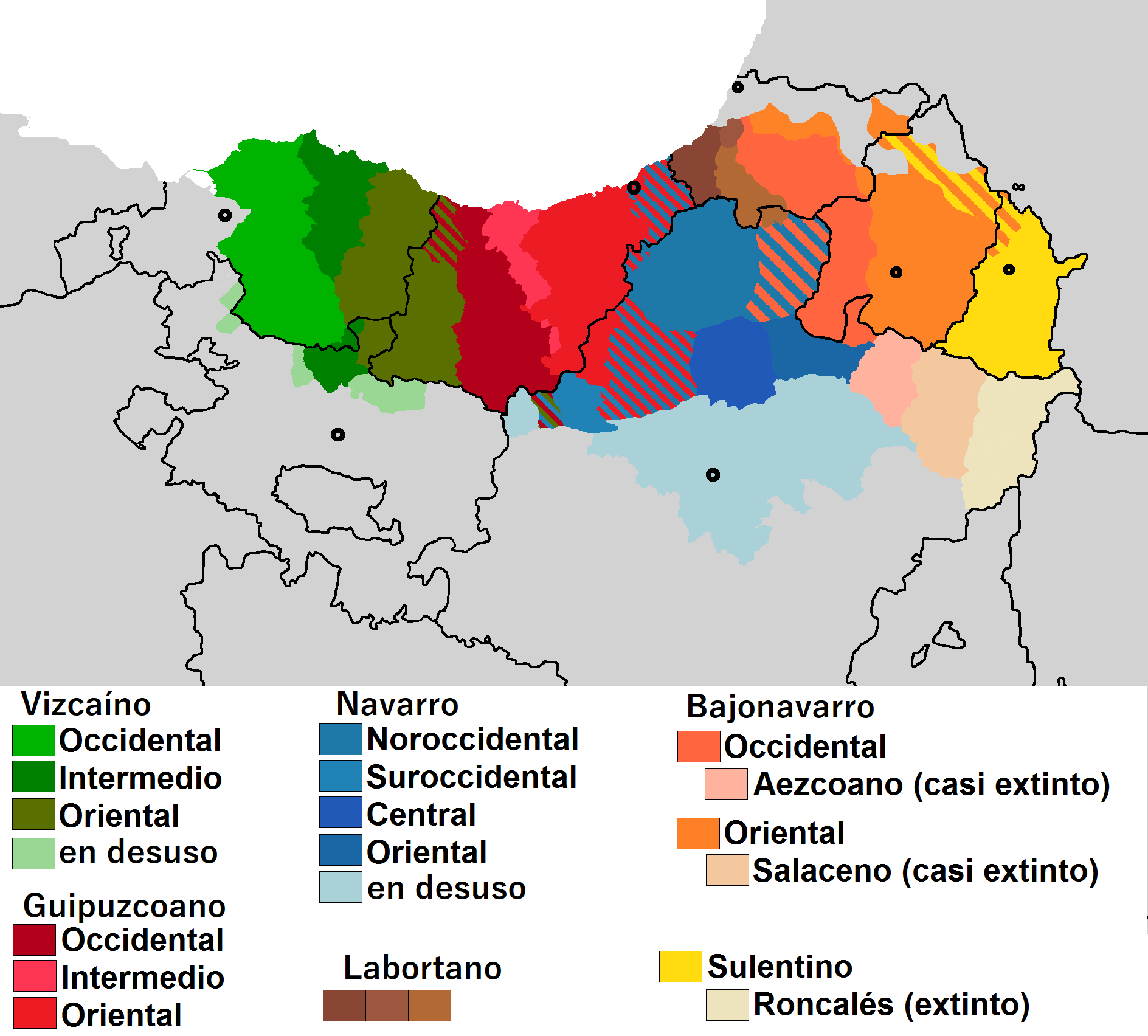

El euskera alavés fue un dialecto del euskera, que compartió semejanzas principalmente con el dialecto occidental (a veces también denominado vizcaíno). El problema para categorizarlo reside en que es un dialecto extinto, y hay pocos textos escritos. En la actualidad, en las zonas en las que hoy en día se mantiene la transmisión del euskera como lengua materna se hablan variantes o subdialectos que se encuadran en el dialecto occidental. En Barambio se habla la variante occidental del dialecto occidental, en Valle de Aramayo se habla la variante oriental del dialecto occidental y en la localidad de Villarreal de Álava y Olaeta (perteneciente al municipio de Aramayo pero geográficamente fuera de él) se utiliza un habla intermedia de las variantes occidental y oriental del dialecto occidental. El denominado dialecto occidental es el comúnmente llamado vizcaíno, aunque algunos expertos prefieren el término de occidental, pues, aparte de en Vizcaya, también se habla en una parte importante de Guipúzcoa y en las mencionadas zonas de Álava.
Según Koldo Mitxelena, existió en Álava un dialecto propio diferenciado del resto, al que denominó vascuence meridional. Otros expertos, como el dialectólogo Koldo Zuazo, sin embargo, consideran que el euskera meridional, o alavés, formaba parte del actual euskera occidental. Las razones para hablar de un dialecto alavés (o meridional), o de un euskera con algunas características propias pero dentro del dialecto occidental, están en los diferentes textos en euskera de este territorio hallados en diferentes épocas, y en la toponimia.  

## Escritos en euskera dialectal alavés
- Según J. de Urquijo (Gure Herria, XIII, 1933, págs. 11-13) y, sobre todo, K. Mitxelena (Textos arcaicos vascos, en Biblioteca vasca, VIII, Madrid, 1964, págs. 42-44), el autor de las Glosas Emilianenses pudo ser alavés, riojano o navarro.

- Dictionarium linguae cantabricae (Bocabularioa ezqueraz jaquiteco eta ezqueraz verba eguiteco) del italiano Nicolao Landuchio que data de 1562 y, según la hipótesis de Mitxelena, habría sido compilado en Vitoria. En él se recoge un vocabulario castellano-euskera (forma dialectal alavesa), notable tanto por la gran influencia del castellano que presenta, como por los arcaísmos que conserva.

- El texto recientemente descubierto del alavés Juan Pérez de Lazarraga, que data de 1564-1567.

- Por lo que respecta a la Álava del siglo XVI, en 1525 Andrea Navagero dejó escrito que: 'En Vitoria se habla castellano, pero entienden el vascuence, y en los más de los pueblos se habla esta lengua'. En 1572, sin embargo, Giovanni Battista Venturino, a su paso por Vitoria, hizo la siguiente puntualización: "Se advierte en ella (en Vitoria) que las personas del pueblo hablan vizcaíno o vascongado... si bien los nobles hablan castellano con toda claridad". Parece ser, por tanto, que el castellano era una forma de diferenciación social.

- La primera doctrina que se conserva en euskera, la Doctrina Cristiana en Romance y Bascuence (1596), fue obra de Juan Pérez de Betolaza, natural de Betolaza.

- La poesía escrita por Martín Portal para un concurso de poesía religiosa realizado en Pamplona en 1610 (aunque no se sabe a ciencia cierta, se le considera de origen alavés).

- Las poesías escritas en el siglo XVIII por el jesuita Juan Bautista Gámiz, natural de Sabando.

- La oración escrita a finales del siglo XVIII por Julián García de Albéniz, natural de Araya (Acto contricioracio eriotzaco orduracò).[1]

## Similitudes con otros dialectos
El euskera recogido en textos alaveses tenía similitud con el vizcaíno u occidental, ya que es parecido en muchos rasgos gramaticales y sintácticos al vizcaíno actual. todo ello referido al menos a la parte occidental y central de Álava, pues en la oriental tenía puntos en común con el guipuzcoano y el alto navarro. Según las últimas clasificaciones, este euskera alavés se puede dividir en tres variedades: la occidental, la central y la oriental en la zona colindante con Vizcaya y Guipúzcoa y de la zona más interior se especula con su separación como dialecto diferenciado del vizcaíno y guipuzcoano, pero ante la falta de escritos es imposible saberlo.
Por otra parte, según estudios del dialectólogo Koldo Zuazo, en época medieval Vitoria fue un importante foco de innovación del euskera occidental o vizcaíno, extendiéndose su influencia hacia el norte (Vizcaya y valle del Deva y Goyerri guipuzcoano), sur, y este (Navarra occidental). 

## Formas de conjugación y pronunciación

### La variante de pronunciación a + a (artículo) = -ea
- arreba - arrebea
- erreka - errekea
- aldapa - aldapea

### Las variantes de los sufijos nominalizadores -ten, -tzen, (vizcaíno -etan) = -aitan, -(t)zaiten
- aurreratzen - aurreraitan (esto es, aurrera-etan, con ae > ai)
- artzen - arzaiten (esto es, ar-(t)zai-ten)

## El dialecto alavés en la actualidad

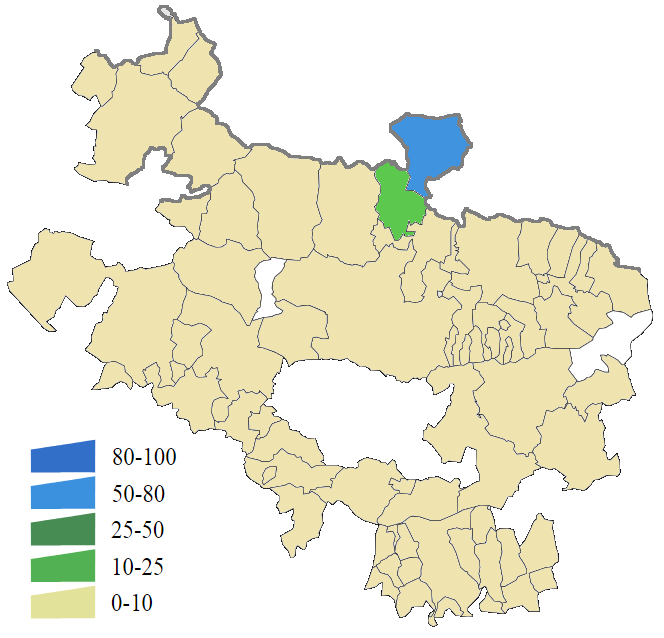
Idioma euskera en Álava.

Hoy en día más de un 25% de los alaveses saben euskera; principalmente hablan euskera batúa, gracias principalmente al sistema educativo, con influencias sobre todo del dialecto occidental (que se ha preservado en una pequeña parte de Álava) y en menor medida de otros, aunque también hay vascoparlantes de habla materna de otras zonas que mantienen el dialecto de sus zonas de origen. Aunque solo un 7% de los alaveses lo consideran su lengua materna (incluidos los que tienen ambas lenguas como maternas).